# Tapestry (Carole-King-Album)
Tapestry ist das zweite und erfolgreichste Studioalbum der US-amerikanischen Musikerin Carole King, die bis dahin vor allem als Songwriterin von Rock- und Popsongs bekannt war. Das Album wurde 1971 von Lou Adlers Label Ode Records veröffentlicht.
Mit mehr als 25 Millionen verkauften Exemplaren gehört Tapestry zu den weltweit meistverkauften Musikalben.

## Geschichte
James Taylor, Weggefährte und enger Freund, hatte Carole King überredet, ihre Songs selbst zu singen und auf einem Album zu präsentieren. Ihr Solo-Debüt gab sie bereits 1970 mit dem von der Kritik beachteten Album Writer, das aber kommerziell nur wenig erfolgreich war.
Ein Jahr später gelang ihr dann auch als Sängerin der Durchbruch mit den auf Jazz, Blues und Soul basierenden sanften Rocksongs des Albums Tapestry. Hinzugezogen wurden für die Aufnahmen zahlreiche bekannte Studiomusiker sowie Joni Mitchell und James Taylor als Backgroundsänger. Tapestry war in den US-amerikanischen Charts 15 Wochen lang die Nummer eins und gehört heute zu den Klassikern der Pop- und Rockmusik. Von den Auskoppelungen erreichten die Songs I Feel the Earth Move und It’s Too Late ebenfalls den ersten Platz in den Charts. Weltweit wurde Tapestry mehr als 25 Millionen Mal verkauft.
1999 erschien eine Neuauflage als CD. Hierfür wurden den zwölf Originalsongs noch zwei bis dahin unveröffentlichte Bonustracks hinzugefügt: Out in the Cold (aufgenommen 1971) und eine Liveversion von Smackwater Jack.

## Titelliste
Bis auf die gekennzeichneten Ausnahmen stammen alle Songs aus der Feder von Carole King.
Seite 1
1. I Feel the Earth Move – 3:00
2. So Far Away – 3:55
3. It’s Too Late (Text: Toni Stern, Musik: Carole King) – 3:54
4. Home Again – 2:29
5. Beautiful – 3:08
6. Way Over Yonder – 4:49
Seite 2
7. You’ve Got a Friend – 5:09
8. Where You Lead (Text: Toni Stern, Musik: Carole King) – 3:20
9. Will You Love Me Tomorrow? (Gerry Goffin, Carole King) – 4:13
10. Smackwater Jack (Gerry Goffin, Carole King) – 3:42
11. Tapestry – 3:15
12. (You Make Me Feel Like) A Natural Woman (Text: Jerry Wexler, Musik: Gerry Goffin und Carole King) – 3:59
Bonustracks (CD)
13. Out in the Cold – 2:44
14. Smackwater Jack (Live) (Goffin, King) – 3:21

## Rezeption

### Kritiken
Bei den Grammy-Verleihungen für das Jahr 1971 erhielt Carole King vier Auszeichnungen in folgenden Kategorien: Album des Jahres, Single des Jahres (It’s Too Late), Bester weiblicher Gesangsbeitrag und Song des Jahres (You’ve Got a Friend). James Taylor führte im gleichen Jahr You’ve Got a Friend in seiner Version auf den ersten Platz der Popcharts und erhielt 1972 einen Grammy Award für die beste männliche Gesangsleistung, so dass Carole Kings Songs zu den großen Siegern bei der Verleihung der Grammy Awards im Jahr 1972 wurden. Taylor veröffentlichte den Song 1971 auf seinem Album Mud Slide Slim and the Blue Horizon, an dem auch Carole King mitgearbeitet hatte.
Die Musikzeitschrift Rolling Stone wählte Tapestry 2003 auf Platz 36 und 2020 auf Platz 25 der 500 besten Alben aller Zeiten.
In der Aufstellung der deutschsprachigen Ausgabe erreichte es 2023 Platz 20.
New Musical Express führt es auf Platz 82 der 500 besten Alben aller Zeiten.
In der Auswahl der 200 besten Alben aller Zeiten von Uncut belegt Tapestry Platz 51.
NPR wählte es auf Platz 10 der 150 besten Alben, die von Frauen stammen.
Das Magazin Time nahm Tapestry in die Zusammenstellung der 100 bedeutendsten Alben auf.
Das Album wurde 1998 in die Grammy Hall of Fame und 2003 in die National Recording Registry der Library of Congress aufgenommen.
Tapestry gehört zu den 1001 Albums You Must Hear Before You Die.

### Chartplatzierungen
| ChartsChartplatzierungen       | Höchstplatzierung | Wochen |
| ------------------------------ | ----------------- | ------ |
| Vereinigte Staaten (Billboard) | 1 (318 Wo.)       | 318    |
| Vereinigtes Königreich (OCC)   | 4 (136 Wo.)       | 136    |

### Auszeichnungen für Musikverkäufe
| Land/Region                  | Auszeichnungen für Musikverkäufe (Land/Region, Auszeichnung, Verkäufe) | Verkäufe   |
| ---------------------------- | ---------------------------------------------------------------------- | ---------- |
| Australien (ARIA)            | 8× Platin                                                              | 560.000    |
| Japan (RIAJ)                 | Gold                                                                   | 100.000    |
| Neuseeland (RMNZ)            | 4× Platin                                                              | 60.000     |
| Vereinigte Staaten (RIAA)    | 14× Platin                                                             | 14.000.000 |
| Vereinigtes Königreich (BPI) | 2× Platin                                                              | 600.000    |
| Insgesamt                    | 1× Gold · 18× Platin · 1× Diamant ·                                    | 15.320.000 |

## Coverversionen
Der älteste Song des Albums ist Will You Love Me Tomorrow. Carole King hatte dieses Lied gemeinsam mit ihrem ersten Ehemann Gerry Goffin bereits 1960 – im Alter von 18 Jahren – für die Girlgroup The Shirelles geschrieben, die damit einen ihrer größten Hits hatten. Bereits 1966 veröffentlichte Cher ihre Version von Will You Love Me Tomorrow auf ihrem Solo-Album Cher. Dionne Warwick nahm diesen Song nochmals in den 1980er Jahren auf.
Ebenso war (You Make Me Feel Like) A Natural Woman bereits 1967 ein Top-10-Hit für Aretha Franklin. Aber auch andere Sänger hatten mit Natural Woman Erfolg wie beispielsweise Mary J. Blige, Céline Dion oder Kelly Clarkson. Schon 1971 nahm Barbra Streisand die drei Stücke Beautiful, Where You Lead und You’ve Got a Friend in ihr Repertoire auf und veröffentlichte diese Songs auf der LP Barbra Joan Streisand.
Zu einem Evergreen wurde insbesondere die Ballade You’ve Got a Friend. Zahlreiche internationale Künstler nahmen den Song auf; insgesamt gibt es über 100 Coverversionen. James Taylor hatte damit 1971 seinen einzigen Nr.1-Hit und erhielt für seine Version ebenfalls einen Grammy. Bereits 1972 gehörte You’ve Got a Friend zum Repertoire von Ella Fitzgerald.

## Tapestry Revisited
Im Zuge der Renaissance des Singer-Songwriter-Genres in den 90er Jahren durch Sängerinnen wie Tori Amos oder Tracy Chapman setzte man der Künstlerin mit dem Album Tapestry Revisited: A Tribute to Carole King 1995 ein musikalisches Denkmal. Die zwölf Stücke des Albums von 1971 werden hierauf von Eternal, Rod Stewart, Amy Grant, Curtis Stigers, Richard Marx, Blessid Union of Souls, BeBe & CeCe Winans, Aretha Franklin, Faith Hill, Bee Gees, The Manhattan Transfer, All-4-One und Celine Dion interpretiert. Das Album erreichte Platz 53 in den Billboard-Charts.